# Jens Deimel
Jens Deimel (ur. 14 września 1972 w Winterbergu) – niemiecki specjalista kombinacji norweskiej i skoczek narciarski, reprezentujący także RFN, po zakończeniu kariery trener. Brązowy medalista mistrzostw świata i dwukrotny medalista mistrzostw świata juniorów w kombinacji.

## Kariera
W Pucharze Świata w kombinacji norweskiej zadebiutował 15 marca 1991 w Oslo, gdzie zajął 39. miejsce. Był to jego jedyny występ w sezonie 1990/1991 i wobec braku zdobytych punktów nie został uwzględniony w klasyfikacji generalnej.
Pierwsze punkty zdobył 4 stycznia 1992 w Schonach, zajmując czternaste miejsce. Dwa tygodnie później był trzynasty w Murau i wyniki te pozwoliły mu zająć 33. miejsce w klasyfikacji generalnej. W lutym 1992 wziął udział w igrzyskach olimpijskich w Albertville, gdzie w kombinacji wystąpił tylko w sztafecie, zajmując wraz z kolegami piąte miejsce. Na tych samych igrzyskach wystąpił także w konkursie skoków na normalnej skoczni, w którym zajął 34. miejsce. W tym samym roku odniósł swój pierwszy w karierze, zdobywając dwa medale na mistrzostwach świata juniorów w Vuokatti w 1992. Wraz z kolegami wywalczył srebrny medal w sztafecie, a w konkursie rozgrywanym metodą Gundersena był trzeci.
Swojej jedyne pucharowe podium Niemiec wywalczył 23 stycznia 1993 w Saalfelden am Steinernen Meer, kiedy zajął trzecie miejsce. W pozostałych konkursach sezonu 1992/1993 pojawił się jeszcze czterokrotnie, ale punktował tylko raz – 8 stycznia w Schonach był dwunasty, co dało mu szesnaste miejsce w klasyfikacji generalnej. Na mistrzostwach świata w Falun w 1993 osiągnął swój największy sukces w kategorii seniorów. Wspólnie z Thomasem Dufterem i Hansem-Peterem Pohlem zdobył tam brązowy medal w zawodach drużynowych. Po skokach Niemcy zajmowali drugie miejsce, ale na trasie biegu zostali wyprzedzeni przez Norwegów i ostatecznie stanęli na najniższym stopniu podium. W zawodach indywidualnych był siedemnasty.
Nie wystąpił na igrzyskach olimpijskich w Lillehammer w 1994, ale rok później, podczas mistrzostw świata w Thunder Bay wraz z kolegami z reprezentacji zajął szóste miejsce w sztafecie. Najlepsze wyniki osiągnął w sezonie 1995/1996, który ukończył na dziewiątej pozycji. Pięciokrotnie plasował się w czołowej dziesiątce, najlepszy wynik osiągając 13 stycznia 1996  Štrbskim Plesie, gdzie był czwarty.
W zawodach w kombinacji startował do zakończenia sezonu 2001/2002, osiągając tylko jeden znaczący wynik: trzecie miejsce w klasyfikacji końcowej drugiej edycji Letniego Grand Prix w kombinacji norweskiej. W trzech konkursach indywidualnych dwukrotnie stawał na podium: 22 sierpnia 1999 w Wernigerode był trzeci, a trzy dni później w Oberhofie zajął drugie miejsce. W klasyfikacji generalnej wyprzedzili go tylko dwaj rodacy: Ronny Ackermann i Sebastian Haseney. Do 2001 wystąpił na wszystkich dużych imprezach międzynarodowych, najbliżej medalu będąc podczas mistrzostw świata w Lahti w 2001, gdzie wraz z kolegami z drużyny zajął czwarte miejsce w sztafecie. Indywidualnie najlepiej wypadł na mistrzostwach świata w Trondhiem w 1997, gdzie rywalizację zakończył na ósmej pozycji.
W Pucharze Świata w skokach narciarskich zadebiutował 1 stycznia 1991 w Garmisch-Partenkirchen, gdzie zajął 51. miejsce. Pierwsze i zarazem jedyne pucharowe punkty zdobył 28 marca 1993 w Planicy, gdzie zajął 11. miejsce na Bloudkovej Velikance. W klasyfikacji generalnej sezonu 1992/1993 zajął 50. miejsce. Startował także zawodach Pucharu Kontynentalnego najlepsze wyniki osiągając w sezonie 2000/2001, który ukończył na 127. pozycji z dorobkiem 26 punktów.
Przed sezonem 2018/2019 został asystentem trenera męskiej kadry reprezentacji Niemiec w skokach narciarskich.

## Osiągnięcia w kombinacji

### Igrzyska olimpijskie
| Miejsce | Dzień     | Rok  | Miejscowość | Konkurencja          | Wynik zwycięzcy | Strata      | Zwycięzca        |
| ------- | --------- | ---- | ----------- | -------------------- | --------------- | ----------- | ---------------- |
| 5.      | 17 lutego | 1992 | Albertville | Sztafeta K-90/3x5 km | 1:23:36.6 h     | +4:45.4 min | Japonia          |
| 13.     | 14 lutego | 1998 | Nagano      | Gundersen K-90/15 km | 41:21.1 min     | +2:35.2 min | Bjarte Engen Vik |
| 6.      | 20 lutego | 1998 | Nagano      | Sztafeta K-90/4x5 km | 54:11.5 min     | +2:10.5 min | Norwegia         |

### Mistrzostwa świata
| Miejsce | Dzień     | Rok  | Miejscowość | Konkurencja          | Wynik zwycięzcy | Strata      | Zwycięzca        |
| ------- | --------- | ---- | ----------- | -------------------- | --------------- | ----------- | ---------------- |
| 17.     | 18 lutego | 1993 | Falun       | Gundersen K-90/15 km | 46:47.5 min     | +6:30.0 min | Kenji Ogiwara    |
| 3.      | 19 lutego | 1993 | Falun       | Sztafeta K-90/3x5 km | 1:19:25.7 h     | +8.30.5 min | Japonia          |
| 6.      | 10 marca  | 1995 | Thunder Bay | Sztafeta K-90/4x5 km | 56:20.2 min     | +7:07.8 min | Japonia          |
| 8.      | 22 lutego | 1997 | Trondheim   | Gundersen K-90/15 km | 43:43.1 min     | +2.02.1 min | Kenji Ogiwara    |
| 6.      | 23 lutego | 1997 | Trondheim   | Sztafeta K-90/4x5 km | 52:18.0 min     | +3:06.2 min | Norwegia         |
| 15.     | 20 lutego | 1999 | Ramsau      | Gundersen K-90/15 km | 37:04.8 min     | +4:10.1 min | Bjarte Engen Vik |
| 6.      | 25 lutego | 1999 | Ramsau      | Sztafeta K-90/4x5 km | 49:34.2 min     | +2:37.9 min | Finlandia        |
| 24.     | 27 lutego | 1999 | Ramsau      | Sprint K-90/7.5 km   | 17:48.4 min     | +1:55.5 min | Bjarte Engen Vik |
| 4.      | 20 lutego | 2001 | Lahti       | Sztafeta K-90/4x5 km | 48:54.1 min     | +53.5 s     | Norwegia         |
| 15.     | 24 lutego | 2001 | Lahti       | Sprint K-116/7.5 km  | 19:40.3 min     | +10.0 s     | Marko Baacke     |

### Mistrzostwa świata juniorów
| Miejsce | Dzień    | Rok  | Miejscowość | Konkurencja              | Wynik zwycięzcy | Strata | Zwycięzca     |
| ------- | -------- | ---- | ----------- | ------------------------ | --------------- | ------ | ------------- |
| 3.      | 19 marca | 1992 | Vuokatti    | Indywidualnie K-90/15 km | ?               | ?      | Halldor Skard |
| 2.      | 22 marca | 1992 | Vuokatti    | Sztafeta K-90/3x5 km     | ?               | ?      | Norwegia      |

### Puchar Świata w kombinacji norweskiej

#### Miejsca w klasyfikacji generalnej
- sezon 1991/1992: 33.
- sezon 1992/1993: 16.
- sezon 1993/1994: 41.
- sezon 1994/1995: 24.
- sezon 1995/1996: 9.
- sezon 1996/1997: 27.
- sezon 1997/1998: 14.
- sezon 1998/1999: 21.
- sezon 1999/2000: 17.
- sezon 2000/2001: 23.
- sezon 2001/2002: 46.

#### Miejsca na podium chronologicznie
| Nr | Data             | Miejscowość                   | Konkurencja         | Wynik zwycięzcy | Pozycja | Strata      | Zwycięzca     |
| -- | ---------------- | ----------------------------- | ------------------- | --------------- | ------- | ----------- | ------------- |
| 1. | 21 stycznia 1993 | Saalfelden am Steinernen Meer | Gundersen K90/15 km | ?               | 3.      | +2:03.3 min | Kenji Ogiwara |

### Puchar Kontynentalny

#### Miejsca w klasyfikacji generalnej
- sezon 1994/1995: ?

#### Miejsca na podium chronologicznie
| Nr | Data           | Miejscowość | Konkurencja         | Wynik zwycięzcy | Pozycja | Strata | Zwycięzca     |
| -- | -------------- | ----------- | ------------------- | --------------- | ------- | ------ | ------------- |
| 1. | 4 grudnia 1994 | Lillehammer | Gundersen K90/15 km | ?               | 3.      | ?      | Halldor Skard |

### Letnie Grand Prix

#### Miejsca w klasyfikacji generalnej
- 1998: 25.
- 1999: 3.
- 2000: 23.
- 2001: 40.

#### Miejsca na podium chronologicznie
| Nr | Data             | Miejscowość | Konkurencja         | Wynik zwycięzcy | Pozycja | Strata  | Zwycięzca       |
| -- | ---------------- | ----------- | ------------------- | --------------- | ------- | ------- | --------------- |
| 1. | 22 sierpnia 1999 | Wernigerode | Gundersen K63/10 km | ?               | 3.      | +36.6 s | Ronny Ackermann |
| 2. | 25 sierpnia 1999 | Oberhof     | Sprint K120/5 km    | ?               | 2.      | +2.8 s  | Ronny Ackermann |

## Osiągnięcia w skokach

### Igrzyska olimpijskie
| Miejsce | Dzień    | Rok  | Miejscowość | Konkurencja                     | Wynik zwycięzcy | Strata    | Zwycięzca     |
| ------- | -------- | ---- | ----------- | ------------------------------- | --------------- | --------- | ------------- |
| 34.     | 9 lutego | 1992 | Albertville | Skocznia normalna indywidualnie | 222.8 pkt       | -36.4 pkt | Ernst Vettori |

### Puchar Świata

#### Miejsca w klasyfikacji generalnej
- sezon 1992/1993: 50.

#### Miejsca na podium chronologicznie
Deimel nigdy nie stał na podium indywidualnych zawodów Pucharu Świata.